# Amphipyra melanostigma
Amphipyra melanostigma är en fjärilsart som beskrevs av Edward Alfred Cockayne 1946. Amphipyra melanostigma ingår i släktet Amphipyra och familjen nattflyn. Inga underarter finns listade i Catalogue of Life.